# Eva Lichtspiele

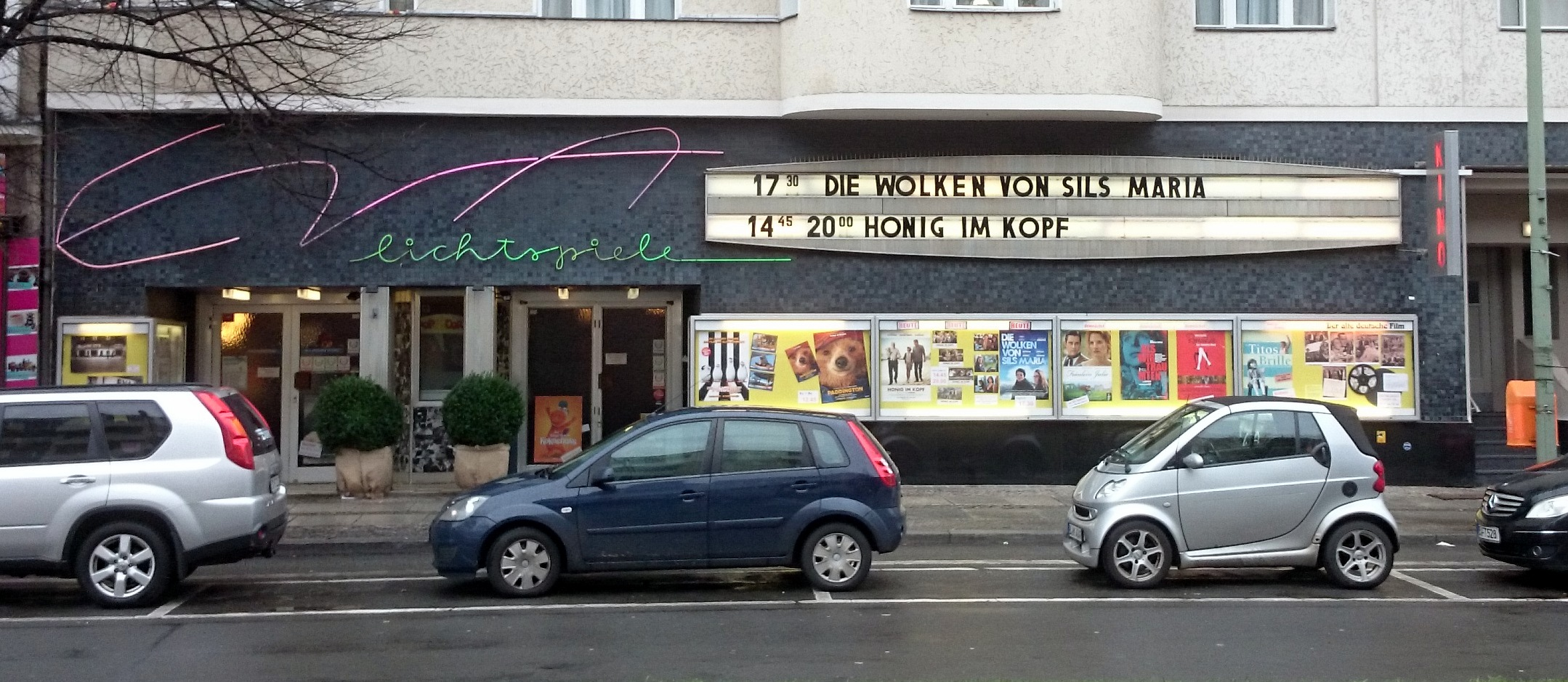
Fassade der Eva Lichtspiele mit Schriftzug von 1957

Die Eva Lichtspiele sind ein Kino in Berlin-Wilmersdorf. Das Kino wurde 1913 als Roland Lichtspiele gegründet, war eines der ersten Kinos in Wilmersdorf und gehört mittlerweile zu den ältesten Kinos in Berlin. Nach einem Umbau erfolgte 1921 die Umbenennung in Eva Lichtspiele nach der Frau des damaligen Kinobetreibers. Etwa zur selben Zeit erfolgte die Anstellung eines Violinisten, um die Stücke zu begleiten. Im Jahr 1925 spielte ein ganzes Orchester im Kino und Anfang der 1930er rüstete das Kino auf den Tonfilm um.
Ein großer Umbau 1957 prägt immer noch das Interieur und die Fassade des Kinos, beispielsweise durch den Schriftzug und den Wolkenvorhang im Innenraum. Das Gestühl wurde allerdings 1992 durch Kinosessel für 250 Besucher ersetzt, 2011 erfolgte die Umrüstung auf Digitaltechnik.
Das heutige Programm besteht aus einer Mischung von Erstausstrahlungen und Nachläufern mit einem Schwerpunkt auf Kinderfilmen. Bekannt ist das Kino unter anderem für seine Veranstaltungsreihe Der alte deutsche Film, die seit mehreren Jahrzehnten läuft. Hier werden deutsche Filme aus den 1920ern bis 1940ern bei Kaffee und Kuchen und einer historischen Einführung gezeigt.
Im Rahmen der Reihe Berlinale goes Kiez wurden 2010 und 2011 auch Filme der Berlinale in den Eva Lichtspielen gespielt, unter anderem in der Retrospektive mit Die Ehe der Maria Braun im Jahr 2010.